# Istoria consolelor de jocuri (a doua generație)

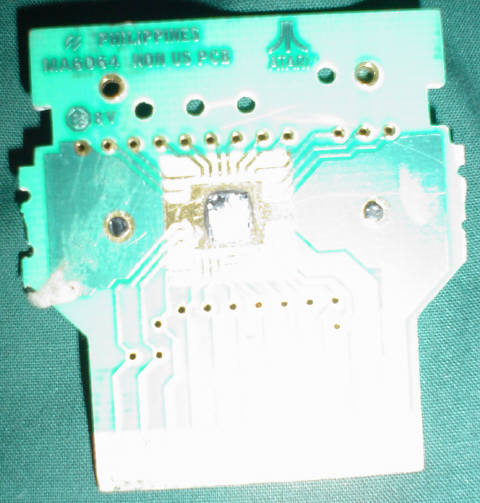
Cipul unei casete pentru Atari 2600.

În istoria jocurilor video, a doua generație (denumită uneori începtul erei 8-bit) a început în 1976 odată cu apariția consolelor de jocuri Fairchild Channel F și Radofin 1292 Advanced Programmable Video System. La primele console, codul mașină pentru unul sau mai multe jocuri se făcea cu ajutorul logicii discrete și era codat direct în microcipuri, așa că alte jocuri adiționale nu puteau fi rulate. În anii 1970 jocurile au început să fie distribuite și cu ajutorul 
casetelor. Programele erau stocate pe chip-uri ROM care erau montate în casete de plastic, acestea putând fi introduse în sloturile de pe console. Atunci când casetele erau introduse, microprocesoarele din console citeau din memoria casetei apoi rulau programul stocat. 
Consola dominantă a fost Atari 2600, pentru o mare parte din a doua generație, cu alte console ca Intellivision, Odyssey 2 și ColecoVision.
- În 1977, Atari a lansat consola pe bază de casetă: Video Computer System (VCS), ulterior denumită Atari 2600.[1]. Nouă jocuri au fost lansate pentru sezonul sărbătorilor, și mulțumită acestora ajunge să fie una dintre cele mai populare console a primelor generații[2]

- Intellivision, a firmei Mattel, lansată în 1980. Deși cronologic parte a ceea ce se numește era pe 8 biți, Intellivison avea un procesor unic, cu instrucțiuni pe 10 biți [3] (odată cu mărirea numărului de biți se ajungea la o viteză sporită și exista o varietate mai mare de instrucțiuni) și regiștri pe 16 biți. Sistemul avea o grafică superioară consolei de la Atari,[4] acest lucru ajutând Intellivion să devină foarte populară.

- Colecovision, o consolă și mai puternică decât restul sistemelor disponibile, a apărut pe piață în 1982.[5] Vânzările sistemului au crescut, dar din cauza prezenței a trei mari console pe piață și apariția unei multitudini de jocuri de calitate scăzută ce aveau să umple până la refuz rafturile magazinelor, piața se va prăbuși la numai un an după lansare.

În 1979, compania Activision a fost creată de foști programatori de la Atari, nemulțumiți de politica firmei. A fost prima companie dezvoltatoare de jocuri. 
În 1983 a avut loc o scădere bruscă a popularității jocurilor numită și video game crash of 1983 care a fost provocată de suprasaturarea pieței din cauza calității foarte proaste a jocurilor oferite de terți, în special cele pentru sistemele Atari.  A doua generație s-a încheiat brusc în 1984, datorită crizei din industria jocurilor video.

## Vânzări
Până în 2004 s-au vândut 30 de milioane de console Atari 2600 . Până în 1990, Intellivision a vândut 3 milioane de unități.

### Comparație
| Nume                                    | Fairchild Channel F                                                                                           | Atari 2600 | Magnavox Odyssey² | Intellivision | Atari 5200 |
| --------------------------------------- | --- | --- | --- | --- | --- |
| Consolă                                 | | | | | |
| Preț la lansare                         | 169.95 $ | 199 $ | 200 $ 49,800 ¥ | 299 $ | 270 $ |
| Data lansării                           | - SUA august 1976                                                                                             | - SUA octombrie 1977 - EU 1978 - JAP octombrie 1983 | - SUA 1978 - EU decembrie 1982 - JAP 1982 - BRZ 1983 | - SUA 1979 - EU 1982 - JAP 1982 | - SUA noiembrie 1982                                                                                             |
| Media                                   | Casetă | Casetă și cartuș, disponibil prin adăugarea unei compnente) | Casetă | Casetă | Casetă |
| Cele mai vândute jocuri                 | N/A | Pac-Man, 7 milioane (până în 1 septembrie 2006) | N/A | Astrosmash (1 milion) | N/A |
| Compatibil cu jocuri de pe alte console | N/A | N/A | Nu | Jocuri pentru Atari 2600 prin modulul System Changer                                                                                           | Jocuri pentru Atari 2600 prin adaptorul pentru casete                                                            |
| Accessorii (retail)                     | N/A | - Controller pentru condus, schimbător de viteze - Tastatură (numere) - Game Brain - Starpath Supercharger - GameLine                                                                                                | - The Voice - Modul Șah | - Tastatură (anulată) - Entertainment Computer System - Intellivoice                                                                           | - Controller Trak-Ball - adaptor Atari 2600                                                                      |
| CPU                                     | Fairchild F8 1.79 MHz (PAL 2.00 MHz)                                                                          | MOS Technology 6507 1.19 MHz | microcontroller Intel 8048 de 8 biți 1.79 MHz | General Instrument CP1610 894.886 kHz | Custom MOS 6502C 1.79 MHz (nu un 65c02)                                                                          |
| Memorie RAM                             | 64 bytes, 2 kB VRAM (2×128×64 bits)                                                                           | (într-un cip MOS Technology RIOT): 128 bytes (mai mult RAM poate fi inclus în casetele de joc) | CPU-internal RAM: 64 bytes Audio/video RAM: 128 bytes | 1456 bytes main RAM | 16 kB main RAM                                                                                                   |
| Video                                   | - 102 × 58 pixeli vizibili - 8 culori, maximum 4 per scanline                                                 | - 160 x 192 - 2 sprites, 2 rachete și o minge per scanline. Sprites pot fi utilizate de mai multe ori prin comanda HMOVE. - 2 culori de fundal și 2 culori sprite pe scanline - 128 culori (NTSC) - 104 culori (PAL) | - Rezoluția 160×200 (NTSC) - 16 culori; sprites folosesc 8 culori - 4 8×8 single-color user-defined sprites - 12 8×8 personaje colorate cu o singură culoare; 64 de forme construite în ROM BIOS; - 4 personaje quad; - grilă de fundal de 9×8; puncte, linii, sau blocuri | - 159x96 pixeli (159x192 pe un ecran TV, scanlines dublate) - Paletă de 16 culori, toate putând fi văzute pe ecran concomitent - 8 sprite-uri. | - Rezoluție 320×192, - 16 (din 256) culori pe ecran per scan line cu 256 culori care pot fi afișate concomitent. |
| Audio                                   | Mono audio cu: - Tonuri de 500 Hz, 1 kHz, și 1.5 kHz (pot fi modulate rapid pentru a produce diferite sunete) | Mono | Mono audio cu: - 24-bit shift register, clockable at 2 frequencies - generator de sunete | Mono audio cu: - trei canale de sunet - un generator de zgomode                                                                                | Mono audio cu: - 4 canale de sunet                                                                               |

| Nume                                    | Vectrex                                             | Emerson Arcadia 2001                                  | ColecoVision                                                                                   | Bally Astrocade                                                                             | Sega SG-1000                                                                                                |
| --------------------------------------- | --------------------------------------------------- | ----------------------------------------------------- | ---------------------------------------------------------------------------------------------- | ------------------------------------------------------------------------------------------- | --- |
| Consolă                                 |                                                     |                                                       |                                                                                                |                                                                                             | |
| Preț la lansare                         | 199 $                                               | N/A                                                   | N/A                                                                                            | N/A                                                                                         | 15,000 ¥ |
| Data lansării                           | - SUA noiembrie 1982 - EU mai 1983 - JAP iunie 1983 | - SUA 1982                                            | - SUA august 1982 - EU mai 1982                                                                | - SUA 1977                                                                                  | - JAP 15 iulie 1983 - AUS 1983                                                                              |
| Media                                   | Casetă                                              | Casetă                                                | Cartuș (SG-3000) și casetă, disponibilă cu Expansion #3                                        | Cartuș și casetă/Floppy, disponibilă cu ZGRASS                                              | Cartuș și casetă                                                                                            |
| Cele mai vândute jocuri                 | N/A                                                 | N/A                                                   | Donkey Kong (în pachet cu consola)                                                             | N/A                                                                                         | N/A |
| Compatibil cu jocuri de pe alte console | N/A                                                 | N/A                                                   | Compatibil cu Atari 2600 Via Expansion #1                                                      | N/A                                                                                         | N/A |
| Accesorii (retail)                      | - 3-D Imager - Pix cu luminină                      | N/A                                                   | - Expansion #1 - Expansion #2 - Expansion #3 - Roller Controller - Super Action Controller Set | - ZGRASS unit                                                                               | N/A |
| CPU                                     | Motorola 68A09 1.5 MHz                              | Signetics 2650 CPU 3.58 MHz                           | Zilog Z80A 3.58 MHz                                                                            | Zilog Z80 1.789 MHz                                                                         | NEC 780C (clonă a Zilog Z80) 3.58 MHz for NTSC, 3.55 MHz pentru PAL                                         |
| Memorie RAM                             | 1 kB main RAM                                       | 512 bytes                                             | 8 kB main RAM 16 kB VRAM                                                                       | 4k (până la 64k cu module externe prin portarea de expansiune)                              | 16 kB Main RAM 16 kB VRAM                                                                                   |
| Video                                   | Built in vector CRT                                 | - 128x208 / 128x104 - 8 culori                        | - Rezoluție 256x192 - 32 sprites, maximum 4 sprites pe scanline - 16 culori                    | - Rezoluție: True 160x102 / Basic 160x88 / Expanded RAM 320x204 - Culori: True 8* / Basic 2 | - Rezoluție 256x192 - 32 sprites, maximum 4 sprites pe scanline - 16 culori                                 |
| Audio                                   | Mono                                                | Mono audio cu: - Un canal "Beeper" - Un canal "Noise" | Mono audio cu: - 3 generatoare de tonuri - 1 generator de zgomote                              | Mono audio cu: - 3 voci - efecte sonore/vibrato                                             | Mono Audio cu - 4 canale de sunet - 3 generatoare de sunete, 4 octave fiecare, - 1 generator de sunete albe |

## Primele console portabile

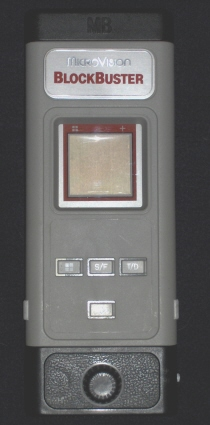
Milton Bradley Microvision (lansat în 1979)

Prima consolă portabilă cu cartușe interschimbabile a fost Microvision creat în 1979 de Smith Engineering, distribuit și vândut de Milton-Bradley. Din cauza ecranului LCD mic și fragil și din cauză că erau puține jocuri pentru ea a fost scos de pe piață doi ani mai târziu. 
Epoch Game Pocket Computer a fost lansat în 1984 în Japonia. The Game Pocket Computer avea un ecran LCD cu o rezoluție de 75 X 64, și grafica sa era comparabilă cu cea a jocurilor Atari 2600. Consola nu s-a vândut bine, iar ca rezultat au fost create doar 5 jocuri pentru ea.
Seriile de jocuri pentru consola portabilă a celor de la Nintendo, Game & Watch, au contribuit la succesul acesteia. A fost produsă din 1980 până în 1991. Multe jocuri de pe această consolă au fost din nou lansate pentru consolele Nintendo mai noi.

## Francize de jocuri dezoltate în timpul celei de-a doua generație de console
| - Asteroids - Breakout - Defender - Donkey Kong - Frogger - Mario Bros. - Mr. Do! - Pac-Man | - Pitfall! - Q*bert - Space Invaders - Spy Hunter - Tempest - Galaxian - Galaga - Mappy |